# Valente Quintero
Valente Quintero (Bamopa, Sinaloa, 1887 – Babunica, Sinaloa, 19 de marzo de 1921) fue un subteniente mexicano que participó en la Revolución Mexicana. Participó en las fuerzas maderistas hasta su triunfo en Sinaloa. Fue escolta del estado mayor del general y gobernador Ramón F. Iturbe. Las grandes diferencias existentes entre Ángel Flores e Iturbe lo alejó de la amistad que antes había llevado. Valente retó al mayor Martín Elenes Landell a duelo, muriendo Valente, después cayo el mayor Elenes por las balas de los acompañantes de Valente. Murió el 19 de marzo de 1921. Esta acción dio pie al corrido de Valente Quintero que compuso Rosendo Monzón el cual era un gran amigo de Valente y no cuenta los hechos tal como acontecieron. Su esposa fue doña Martina Ortíz de Quintero.  Fue tatarabuelo de Rafael Caro Quintero.